# CTIA Wireless
CTIA Wireless（シーティーアイエー ワイヤレス、Cellular Telecommunications & Internet Association Wireless）は、アメリカ合衆国ネバダ州ラスベガスで毎年開催される携帯・ワイヤレスの総合展示会。